# سنگ شکسته پل اوجی

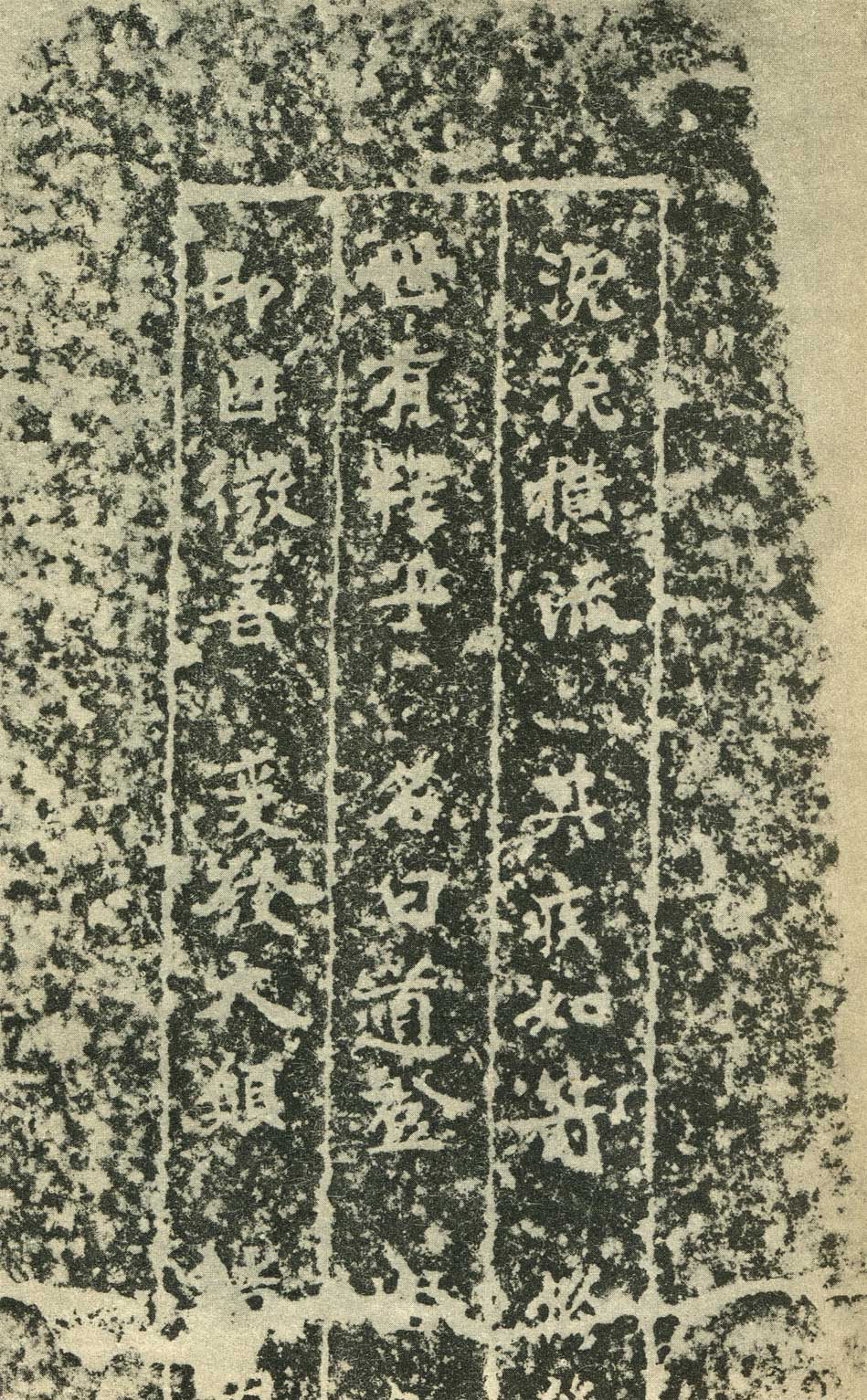
تصویر ایجاد شده با جوهر از قسمت بالای سنگ‌نوشته، متعلق به معبد هاشی-درا در کیوتو

سنگ شکسته پل اوجی (به ژاپنی: 宇治橋断碑) (با تلفظ ujibashi danpi) قدیمی‌ترین سنگ‌نوشته در ژاپن و از اولین نمونه‌های خوشنویسی در ژاپن است. این سنگ به یادبود ساخت پل اوجی نوشته شده‌است. ساخت پل اوجی در ۶۴۶ میلادی به پایان رسید. این سنگ‌نوشته هم‌اکنون در معبد هاشی-درا در کیوتو نگهداری می‌شود.